# Fiorentina Women's Football Club 2016-2017
Questa voce raccoglie le informazioni riguardanti la Società Sportiva Dilettantistica Fiorentina Women's Football Club nelle competizioni ufficiali della stagione 2016-2017.

## Stagione
Nella stagione 2016-2017 la Fiorentina ha disputato il campionato di Serie A, massima serie del campionato italiano femminile di calcio, concludendo al primo posto con 63 punti conquistati in 22 giornate, frutto di 21 vittorie, 0 pareggi e 1 sconfitta, vincendo il 6 maggio 2017 con una giornata di anticipo il campionato per la prima volta nella sua storia. Nella Coppa Italia è sceso in campo sin dal primo turno: dopo aver eliminato la Lucchese, l'Atletico Oristano, il Nebrodi, il Pink Sport Time e l'Empoli, ha raggiunto la finale del torneo, dove ha sconfitto il Brescia grazie a una rete segnata da Alia Guagni al quinto minuto di gioco, vincendo il trofeo per la prima volta nella sua storia e completando un double.

## Organigramma societario
Area tecnica
- Allenatore: Sauro Fattori
- Allenatore: Antonio Cincotta
- Assistente allenatore: Sara Colzi
- Preparatore dei portieri: Nicola Melani
- Preparatore atletico: Fabio Barducci
- Team Manager: Tamara Gomboli

## Rosa
Rosa, numerazione e ruoli, tratti dal sito ufficiale della società, sono aggiornati al 7 gennaio 2017.
| N. |                   | Ruolo | Calciatrice               |
| -- | ----------------- | ----- | ------------------------- |
| 1  | Italia (bandiera) | P     | Francesca Durante         |
| 3  | Italia (bandiera) | D     | Alia Guagni               |
| 4  | Italia (bandiera) | D     | Eleonora Binazzi          |
| 5  | Italia (bandiera) | D     | Elena Linari              |
| 6  | Svezia (bandiera) | D     | Sara Nordin               |
| 7  | Italia (bandiera) | C     | Greta Adami               |
| 8  | Italia (bandiera) | C     | Giulia Orlandi            |
| 9  | Italia (bandiera) | A     | Ilaria Mauro              |
| 10 | Italia (bandiera) | A     | Tatiana Bonetti           |
| 11 | Italia (bandiera) | A     | Deborah Salvatori Rinaldi |
| 13 | Italia (bandiera) | D     | Elisa Bartoli             |

| N. |                   | Ruolo | Calciatrice        |
| -- | ----------------- | ----- | ------------------ |
| 14 | Italia (bandiera) | C     | Alice Parisi       |
| 17 | Italia (bandiera) | C     | Valery Vigilucci   |
| 18 | Italia (bandiera) | A     | Danila Zazzera     |
| 19 | Italia (bandiera) | A     | Patrizia Caccamo   |
| 21 | Italia (bandiera) | C     | Marta Carissimi    |
| 33 | Italia (bandiera) | D     | Martina Fusini     |
| 55 | Italia (bandiera) | D     | Alice Tortelli     |
| 71 | Italia (bandiera) | C     | Giulia Ferrandi    |
| 87 | Svezia (bandiera) | P     | Stéphanie Öhrström |
| 88 | Italia (bandiera) | P     | Noemi Fedele       |

## Calciomercato
| Acquisti | Acquisti           | Acquisti        | Acquisti   |
| R.       | Nome               | da              | Modalità   |
| -------- | ------------------ | --------------- | ---------- |
| P        | Stéphanie Öhrström | AGSM Verona     | definitivo |
| D        | Elisa Bartoli      | Mozzanica       | definitivo |
| D        | Elena Linari       | Brescia         | definitivo |
| D        | Sara Nordin        | KIF Örebro      | definitivo |
| C        | Marta Carissimi    | AGSM Verona     | definitivo |
| C        | Giulia Ferrandi    | Watford         | definitivo |
| C        | Alice Parisi       | Tavagnacco      | definitivo |
| A        | Tatiana Bonetti    | AGSM Verona     | definitivo |
| A        | Ilaria Mauro       | Turbine Potsdam | definitivo |
| A        | Danila Zazzera     | Inter Milano    | definitivo |

| Cessioni | Cessioni            | Cessioni      | Cessioni      |
| R.       | Nome                | a             | Modalità      |
| -------- | ------------------- | ------------- | ------------- |
| P        | Gaëlle Thalmann     | AGSM Verona   | definitivo    |
| D        | Gloria Giatras Zoi  | Reggiana      | definitivo    |
| D        | Giorgia Motta       | Mozzanica     | definitivo    |
| D        | Sara Nordin         |               | svincolata    |
| D        | Michela Rodella     | AGSM Verona   | definitivo    |
| D        | Elisabetta Tona     | Chieti        | definitivo    |
| D        | Melissa Venturini   | Empoli Ladies | fine prestito |
| C        | Giorgia Casula      | Arezzo        | definitivo    |
| C        | Fabiana Costi       | Reggiana      | definitivo    |
| C        | Lisa Ek             |               | svincolata    |
| A        | Isotta Nocchi       | Arezzo        | definitivo    |
| A        | Patrizia Panico     |               | svincolata    |
| A        | Costanza Razzolini  | San Zaccaria  | definitivo    |
| A        | Evelyn Vicchiarello | Chieti        | definitivo    |

## Risultati

### Serie A

#### Girone di andata
| Arbitro: | Ettore Longo (Cuneo) |

|  |           |                                      |
|  | Marcatori | 13’, 61’ Mauro 15’ Adami 53’ Caccamo |

| Arbitro: | Mattia Ubaldi (Roma) |

|                                                                   |           |                |
| Fabbretti 45’ (aut.) Parisi 52’ Caccamo 65’ Salvatori Rinaldi 73’ | Marcatori | 26’ De Sanctis |

| Arbitro: | Augusto Quattrociocchi (Latina) |

|                            |           |              |
| Caccamo 28’, 48’ Mauro 60’ | Marcatori | 59’ Piemonte |

| Arbitro: | Ruben Celani (Viterbo) |

|  |           |                                                                            |
|  | Marcatori | 18’ Bonetti 37’ Caccamo 42’ Carissimi 44’, 45’ Mauro 74’ Salvatori Rinaldi |

| Arbitro: | Enrico Guerra (Gubbio) |

|           |           |  |
| Guagni 3’ | Marcatori |  |

| Arbitro: | Leonardo Funari (Roma) |

|  |           |                                                |
|  | Marcatori | 2’, 9’, 30’ Mauro 47’, 71’ Bonetti 60’ Zazzera |

| Arbitro: | Carlo Rinaldi (Bassano del Grappa) |

|                                                         |           |  |
| Mauro 9’, 32’ Parisi 56’ Caccamo 76’ Bonetti 85’ (rig.) | Marcatori |  |

| Arbitro: | Bogdan Sfira (Pordenone) |

|               |           |                                                                   |
| Colasuonno 2’ | Marcatori | 60’ Parisi 63’ Mauro 70’ Bonetti 77’ Linari 88’ Salvatori Rinaldi |

| Arbitro: | Francesco D'Eusanio (Faenza) |

|                  |           |  |
| Bonetti 44’, 59’ | Marcatori |  |

| Arbitro: | Matteo Pierobon (Castelfranco Veneto) |

|               |           |                                         |
| Brumana 90+1’ | Marcatori | 13’, 42’ Parisi 83’ Bonetti 88’ Caccamo |

| Arbitro: | Marco Paletta (Lodi) |

|                                 |           |  |
| Bonetti 6’ Linari 16’ Adami 76’ | Marcatori |  |

#### Girone di ritorno
| Arbitro: | Silvia Gasperotti (Rovereto) |

|                                  |           |  |
| Bartoli 33’ Parisi 67’ Mauro 85’ | Marcatori |  |

| Arbitro: | Alessio Angiolari (Ostia) |

|  |           |                                                              |
|  | Marcatori | 6’, 44’ Bonetti 45+1’ Mauro 57’ Parisi 77’ Salvatori Rinaldi |

| Arbitro: | Luca De Angeli (Milano) |

|  |           |                                                         |
|  | Marcatori | 26’ (rig.), 75’ Linari 45’ Mauro 49’ Parisi 60’ Caccamo |

| Arbitro: | Augusto Quattrociocchi (Latina) |

|                                                                                          |           |  |
| Carrozzi 10’ (aut.) Bonetti 18’, 89’ Linari 40’ (rig.) Caccamo 52’ Salvatori Rinaldi 84’ | Marcatori |  |

| Arbitro: | Dario Duzel (Castelfranco Veneto) |

|                |           |  |
| Scarpellini 9’ | Marcatori |  |

| Arbitro: | Mario Perri (Roma) |

|                                                                           |           |  |
| Adami 20’ Greppi 26’ (aut.) Bonetti 40’ (rig.), 54’ Mauro 58’ Zazzera 85’ | Marcatori |  |

| Arbitro: | Roberto Lovison (Padova) |

|          |           |                        |
| Gama 38’ | Marcatori | 34’ Parisi 84’ Bonetti |

| Arbitro: | Mattia Ubaldi (Roma) |

|                                                                 |           |             |
| Guagni 11’ Mauro 25’ Caccamo 37’, 58’ Bonetti 66’ Carissimi 74’ | Marcatori | 15’ Baldini |

| Arbitro: | Luca Calvi (Bergamo) |

|  |           |                                                                                              |
|  | Marcatori | 3’, 28’ Caccamo 20’ Adami 24’, 83’ Bonetti 35’ Orlandi 60’ Guagni 75’, 81’ Salvatori Rinaldi |

| Arbitro: | Filippo Ridolfi (Pesaro) |

|                         |           |  |
| Caccamo 47’ Bonetti 70’ | Marcatori |  |

| Arbitro: | Daniele Labianca (Foggia) |

|  |           |               |
|  | Marcatori | 90+2’ Bonetti |

### Coppa Italia

#### Primo turno
Accoppiamento A20
| Arbitro: | Matteo Cuppone (Pisa) |

|  |           |                                                                                                  |
|  | Marcatori | 4’, 28’, 35’ Mauro 6’ (rig.) Linari 9’, 34’, 44’ Bonetti 53’ Zazzera 58’ Adami 66’, 90+1’ Parisi |

| Arbitro: | Alberto Caciotti (Albano Laziale) |

|                                                                                              |           |  |
| Fusini 5’, 90’ Salvatori Rinaldi 10’, 34’, 43’, 60’ Orlandi 17’ Bonetti 73’, 84’ Zazzera 89’ | Marcatori |  |

#### Secondo turno
| Firenze 22 febbraio 2017, ore 14:30 CEST | Fiorentina                             | 5 – 0 | Atletico Oristano | Stadio comunale Gino Bozzi\| Arbitro: \| Andrea Castagnoli (Reggio nell'Emilia) \| |
| Arbitro:                                 | Andrea Castagnoli (Reggio nell'Emilia) |       |                   |                                                                                    |

#### Terzo turno
| Arbitro: | Adolfo Baratta (Rossano) |

|  |           |                                                                     |
|  | Marcatori | 4’ Ferrandi 8’ Zazzera 24’ Salvatori Rinaldi 56’ Parisi 77’ Bonetti |

#### Quarti di finale
| Arbitro: | Senthuran Lingamoorthy (Genova) |

|                                                                                             |           |  |
| Mauro 6’, 8’, 22’ Bonetti 28’, 38’, 45’ (rig.) Salvatori Rinaldi 36’, 61’ Ferrandi 53’, 56’ | Marcatori |  |

#### Semifinali
| Arbitro: | Deborah Bianchi (Prato) |

|  |           |                            |
|  | Marcatori | 14’ Mauro 24’, 40’ Bonetti |

### Finale
| Arbitro: | Stefania Menicucci (Lanciano) |

|  |           |           |
|  | Marcatori | 5’ Guagni |

## Statistiche

### Statistiche di squadra
| Competizione | Punti | In casa | In casa | In casa | In casa | In casa | In casa | In trasferta | In trasferta | In trasferta | In trasferta | In trasferta | In trasferta | Totale | Totale | Totale | Totale | Totale | Totale | DR   |
| Competizione | Punti | G       | V       | N       | P       | Gf      | Gs      | G            | V            | N            | P            | Gf           | Gs           | G      | V      | N      | P      | Gf     | Gs     | DR   |
| ------------ | ----- | ------- | ------- | ------- | ------- | ------- | ------- | ------------ | ------------ | ------------ | ------------ | ------------ | ------------ | ------ | ------ | ------ | ------ | ------ | ------ | ---- |
| Serie A      | 63    | 11      | 11      | 0       | 0       | 41      | 3       | 11           | 10           | 0            | 1            | 47           | 4            | 22     | 21     | 0      | 1      | 88     | 7      | +81  |
| Coppa Italia | -     | 3       | 3       | 0       | 0       | 25      | 0       | 3            | 3            | 0            | 0            | 19           | 0            | 6      | 6      | 0      | 0      | 45     | 0      | +45  |
| Totale       | -     | 14      | 14      | 0       | 0       | 66      | 3       | 14           | 13           | 0            | 1            | 66           | 4            | 29     | 28     | 0      | 1      | 133    | 7      | +126 |

### Andamento in campionato
| Giornata  | 1 | 2 | 3 | 4 | 5 | 6 | 7 | 8 | 9 | 10 | 11 | 12 | 13 | 14 | 15 | 16 | 17 | 18 | 19 | 20 | 21 | 22 |
| --------- | - | - | - | - | - | - | - | - | - | -- | -- | -- | -- | -- | -- | -- | -- | -- | -- | -- | -- | -- |
| Luogo     | T | C | C | T | C | T | C | T | C | T  | C  | C  | T  | T  | C  | T  | C  | T  | C  | T  | C  | T  |
| Risultato | V | V | V | V | V | V | V | V | V | V  | V  | V  | V  | V  | V  | P  | V  | V  | V  | V  | V  | V  |
| Posizione | 1 | 1 | 1 | 1 | 1 | 1 | 1 | 1 | 1 | 1  | 1  | 1  | 1  | 1  | 1  | 1  | 1  | 1  | 1  | 1  | 1  | 1  |

Legenda:

Luogo: C = Casa; T = Trasferta. Risultato: V = Vittoria; N = Pareggio; P = Sconfitta.

### Statistiche delle giocatrici
| Giocatore            | Serie A  | Serie A | Serie A     | Serie A    | Coppa Italia | Coppa Italia | Coppa Italia | Coppa Italia | Totale   | Totale | Totale      | Totale     |
| Giocatore            | Presenze | Reti    | Ammonizioni | Espulsioni | Presenze     | Reti         | Ammonizioni  | Espulsioni   | Presenze | Reti   | Ammonizioni | Espulsioni |
| -------------------- | -------- | ------- | ----------- | ---------- | ------------ | ------------ | ------------ | ------------ | -------- | ------ | ----------- | ---------- |
| G. Adami             | 22       | 4       | 1           | 0          | 6            | 1            | 0            | 0            | 28       | 5      | 1           | 0          |
| E. Bartoli           | 19       | 1       | 0           | 0          | 5            | 0            | 0            | 0            | 24       | 1      | 0           | 0          |
| E. Binazzi           | 5        | 0       | 0           | 0          | 3            | 0            | 0            | 0            | 8        | 0      | 0           | 0          |
| T. Bonetti           | 22       | 21      | 1           | 0          | 5            | 11           | 0            | 0            | 27       | 32     | 1           | 0          |
| P. Caccamo           | 21       | 14      | 1           | 0          | 4            | 0            | 0            | 0            | 25       | 14     | 1           | 0          |
| M. Carissimi         | 19       | 2       | 1           | 0          | 5            | 0            | 0            | 0            | 24       | 2      | 1           | 0          |
| F. Durante           | 2        | -1      | 0           | 0          | 3            | 0            | 0            | 0            | 5        | -1     | 0           | 0          |
| N. Fedele            | 2        | 0       | 0           | 0          | 1            | 0            | 0            | 0            | 3        | 0      | 0           | 0          |
| G. Ferrandi          | 8        | 0       | 0           | 0          | 2            | 3            | 0            | 0            | 10       | 3      | 0           | 0          |
| M. Fusini            | 8        | 0       | 0           | 0          | 1            | 2            | 0            | 0            | 9        | 2      | 0           | 0          |
| A. Guagni            | 19       | 3       | 1           | 0          | 4            | 1            | 0            | 0            | 23       | 4      | 1           | 0          |
| E. Linari            | 22       | 5       | 0           | 0          | 4            | 1            | 0            | 0            | 26       | 6      | 0           | 0          |
| I. Mauro             | 21       | 16      | 0           | 0          | 4            | 7            | 0            | 0            | 25       | 23     | 0           | 0          |
| S. Nordin            | 4        | 0       | 0           | 0          | 1            | 0            | 0            | 0            | 5        | 0      | 0           | 0          |
| S. Öhrström          | 20       | -6      | 0           | 0          | 3            | 0            | 0            | 0            | 23       | -6     | 0           | 0          |
| G. Orlandi           | 15       | 1       | 1           | 0          | 6            | 1            | 0            | 0            | 21       | 2      | 1           | 0          |
| A. Parisi            | 16       | 9       | 2           | 0          | 2            | 3            | 0            | 0            | 18       | 12     | 2           | 0          |
| D. Salvatori Rinaldi | 15       | 7       | 0           | 0          | 3            | 7            | 0            | 0            | 18       | 14     | 0           | 0          |
| A. Tortelli          | 19       | 0       | 0           | 0          | 4            | 0            | 0            | 0            | 23       | 0      | 0           | 0          |
| V. Vigilucci         | 11       | 0       | 0           | 0          | 4            | 0            | 0            | 0            | 15       | 0      | 0           | 0          |
| D. Zazzera           | 10       | 2       | 0           | 0          | 4            | 3            | 0            | 0            | 14       | 5      | 0           | 0          |